# Tout corps vivant branché sur le secteur étant appelé à s'émouvoir
Albums de Hubert-Félix Thiéfaine
Autorisation de délirer
(1979)
... tout corps vivant branché sur le secteur étant appelé à s'émouvoir... est le premier album d'Hubert-Félix Thiéfaine avec le groupe Machin. D'un style très folk et acoustique, non dénué d'humour et de surréalisme, le style et la production tranchent aujourd'hui avec le Thiéfaine « rock » moderne.

## Historique
Le style d'écriture peu académique de Thiéfaine rend le disque difficilement abordable, se vendant à quelque trois mille exemplaires l'année de sa sortie. Néanmoins, La Fille du coupeur de joints passe également sur quelques radios et deviendra au fil des années un des classiques de l'artiste.
La pochette de l'album n'est pas sans rappeler l'affiche du film documentaire Titicut Follies, de Frederick Wiseman (1967).

## Pistes
| No  | Titre                                         | Durée |
| --- | --------------------------------------------- | ----- |
| 1.  | L'Ascenseur de 22 h 43 (Part.1)               | 3:07  |
| 2.  | La Fin du Saint-Empire romain germanique      | 2:28  |
| 3.  | Je t'en remets au vent                        | 2:23  |
| 4.  | La Maison Borniol                             | 4:18  |
| 5.  | La Cancoillotte                               | 1:55  |
| 6.  | L'Ascenseur de 22 h 43 (Part.2)               | 2:56  |
| 7.  | Première descente aux enfers par la face nord | 3:01  |
| 8.  | 22 mai                                        | 5:13  |
| 9.  | La Dèche, le twist et le reste                | 3:02  |
| 10. | La Fille du coupeur de joints                 | 3:52  |
| 11. | Le Chant du fou                               | 4:14  |

Tous les titres sont signés H.F.Thiéfaine/H.F.Thiéfaine.

## Crédits
- Chant, guitares : Hubert-Félix Thiéfaine
- Guitares : Jean-Pierre Robert
- Claviers, mandoline, banjo, violon : Gilles Kusmerück
- Basse, psaltérion, mandole : Tony Carbonare
- Batterie, percussions, trompette : Jean-Paul Simonin